# Agesilao I
Agesilao I (in greco antico: Ἀγησίλαος?, Agesìlaos; Sparta, ... – ...; fl. IX secolo a.C.) è stato un re di Sparta della dinastia degli Agiadi.
La sua figura è leggendaria. Secondo Pausania ed Erodoto era figlio del predecessore Dorisso e padre del successore Archelao. Il suo regno secondo Pausania sarebbe stato molto breve e contemporaneo all'adozione delle leggi di Licurgo. Secondo Apollodoro regnò invece quarantaquattro anni e morì nell'886 a.C.